# Cattedrale della Madre di Dio Spiliotissa
La cattedrale della Madre di Dio Spiliotissa (in greco Ο Ιερός Μητροπολιτικός Ναός Κέρκυρας Υπεραγίας Θεοτόκου Σπηλαιωτίσσης?) è la cattedrale ortodossa di Corfù, nell'isola di Corfù, e sede della metropolia di Corfù. La chiesa è dedicata alla Madre di Dio, a San Biagio di Sebaste e Santa Teodora Armena. La cattedrale fu costruita nel 1577 sul sito di un'antica chiesa dedicata a San Biagio di Sebaste. Nel XVIII secolo la chiesa fu ricostruita in stile barocco. Nel 1841 la chiesa divenne cattedrale della metropolia di Corfù.